# Hexactinellida
Pour les articles homonymes, voir Éponge siliceuse.
Classe
Position phylogénétique
- Opisthocontes
  - Choano-organismes
    - Choanoflagellés
    - Métazoaires
      - Porifera
        - Éponges hexactinellides
        - Démosponges
        - Éponges calcaires

      - Epithéliozoaires
        - Homoscléromorphes
        - Placozoaires
        - Eumétazoaires
          - Cténophores
          - Cnidaires
          - Bilatériens
            - Orthonectides
            - Deutérostomiens
              - Chordés
              - Xénambulacraires
                - Ambulacraires
                - Xénacoelomorphes

            - Protostomiens
              - Chétognathes ?
              - Lophotrochozoaires

              - Ecdysozoaires
                - Panarthropodes
                - Nématozoaires
                - Scalidophores

Les éponges hexactinellides ou éponges siliceuses ou encore éponges hyalines ou éponges de verre forment une classe d'éponges appartenant au groupe des Métazoaires (animaux) d’organisation très simple, mais pouvant néanmoins prendre des formes complexes et parfois constituer des récifs sur des milliers de km².
Tout comme les Demosponges, elles n'ont pas de véritables tissus. Ce sont des Parazoaires.
Elles ont également la particularité de pouvoir vivre jusqu'à plus de 10 000 ans dans de conditions optimales.

## Structure
Le squelette des éponges hexactinellides est composé de spicules siliceux à 6 pointes suivant 3 axes : les hexactines. Certains spicules sont de grande taille (les mégasclères), d’autres sont plus petits (les microsclères). Les mégasclères s’agencent en un réseau siliceux complexe, sans matrice protéique.
Le feuillet organique des éponges hexactinellides est en grande partie composé d'un « syncytium » (cellules indépendantes faisant la jonction entre le squelette et l'éponge elle-même). Ainsi il n’existe pas de pinacoderme (une couche cellulaire externe), ni de choanoderme (constitué normalement par une couche de choanocytes). Ce dernier est remplacé par un choanosyncytium qui bourgeonne des structures semblables à des choanocytes.

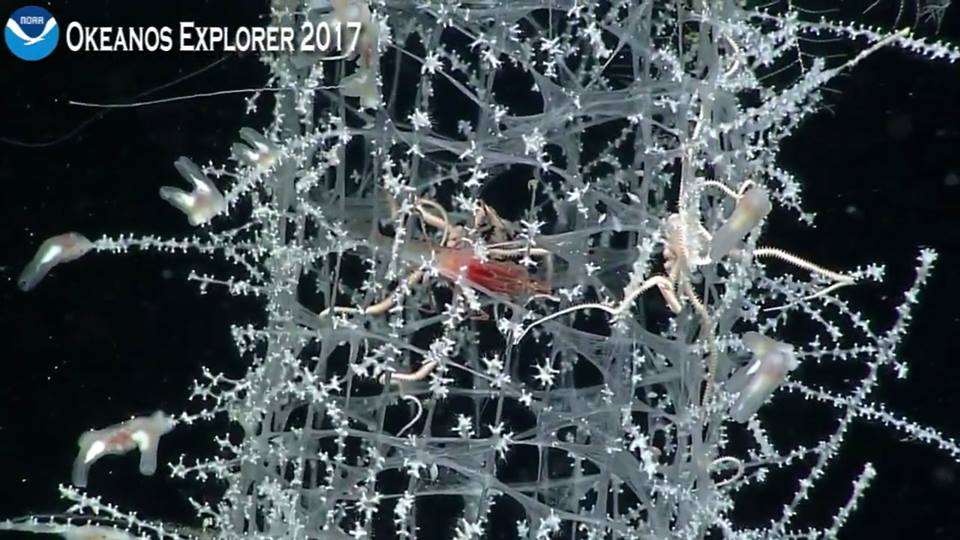
Une probable Euplectella observée dans les abysses au large des îles Samoa.

## Habitat
Les représentants contemporains de ces éponges vivent préférentiellement dans les eaux marines profondes (à plus de 200 m et jusqu'à 6 000 m) ainsi que dans les eaux polaires, mais quelques espèces sont parfois trouvées à quelques dizaines de mètres, notamment en Colombie Britannique. Elles sont plutôt associées à des eaux très froides, mais il en existe en zone tropicale et par exemple au moins une petite dizaine d'espèces en mer Ionienne au cœur de la  mer Méditerranée (en profondeur toutefois dans les eaux plus froides ; à environ 2000 mètres de profondeur dans le cas de la mer Ionienne).
Des éponges de verre ont aussi été trouvées dans des champs profonds de nodules polymétalliques dans le nord-est du Pacifique dans la zone dite Clipperton Fracture Zone.

## Récifs fossiles vivant...
De 2014 à 2017 d’extraordinaires communautés de grandes éponges du genre Hexactinellida ont été découverts par le Dr Glen Dennison qui a combiné l’utilisation d’un sonar et d’un ROV,. Ses premières observations ont été faites en Mer des Salish en Colombie-Britannique, et par chance à une profondeur permettant d’envoyer un engin habité (alors que ces animaux filtreurs vivent habituellement entre 500 et 3 000 m. Sous réserve de confirmation, ces assemblages pourraient s'être maintenus en place depuis plus de 10 000 ans. On les pensait disparu depuis le jurassique (-65/70 millions d'années). Ils sont actuellement explorés avec l’aide d’un petit sous-marin habité par l’Aquarium de Vancouver et la Marine Life Sanctuary Society (ONG de biologistes marins et de science citoyenne». Discovery Channel a pu utiliser le sous-marin de l’expédition pour filmer ces éponges en direct. L'utilisation d'hydrophone a montré que plus un récif est en bonne santé, plus il est bruyant (bruit émis par les crevettes). Ces récifs, dont la croissance est supposée être très lente, et qui sont vulnérables à la mise en suspension des sédiments  périphériques, pourraient jouer un rôle important pour la biodiversité mais en quelques décennies la moitié du grand récif récemment découvert a probablement été détruit par la pêche. Des scientifiques ont demandé des mesures de protection.

## Reproduction
Les hexactinellides s'opposent aux calsisponges par leurs hermaphrodismes. Une reproduction asexuée est aussi possible par bourgeonnement et formation de gemmules.

## Éthologie
De nombreuses éponges de verre offrent un refuge voire un habitat à un cortège d'espèces associées.
Euplectella est une espèce abritant souvent un couple de crevettes entrant dans l’éponge quand elles sont petites, pour y chercher refuge. En grandissant, elles se trouvent emprisonnées dans celle-ci et y vivent toute leur vie. Au Japon, cette association constitue un cadeau traditionnel lors de mariage.

## Liste des ordres
Selon World Register of Marine Species (22 juin 2015) :
- sous-classe Amphidiscophora Schulze, 1886
  - ordre Amphidiscosida Schrammen, 1924
- sous-classe Hexasterophora Schulze, 1886
  - ordre Aulocalycoida Tabachnick et Reiswig, 2000
  - ordre Hexactinosida Schrammen, 1912
  - ordre Lychniscosida Schrammen, 1903
  - ordre Lyssacinosida Zittel, 1877

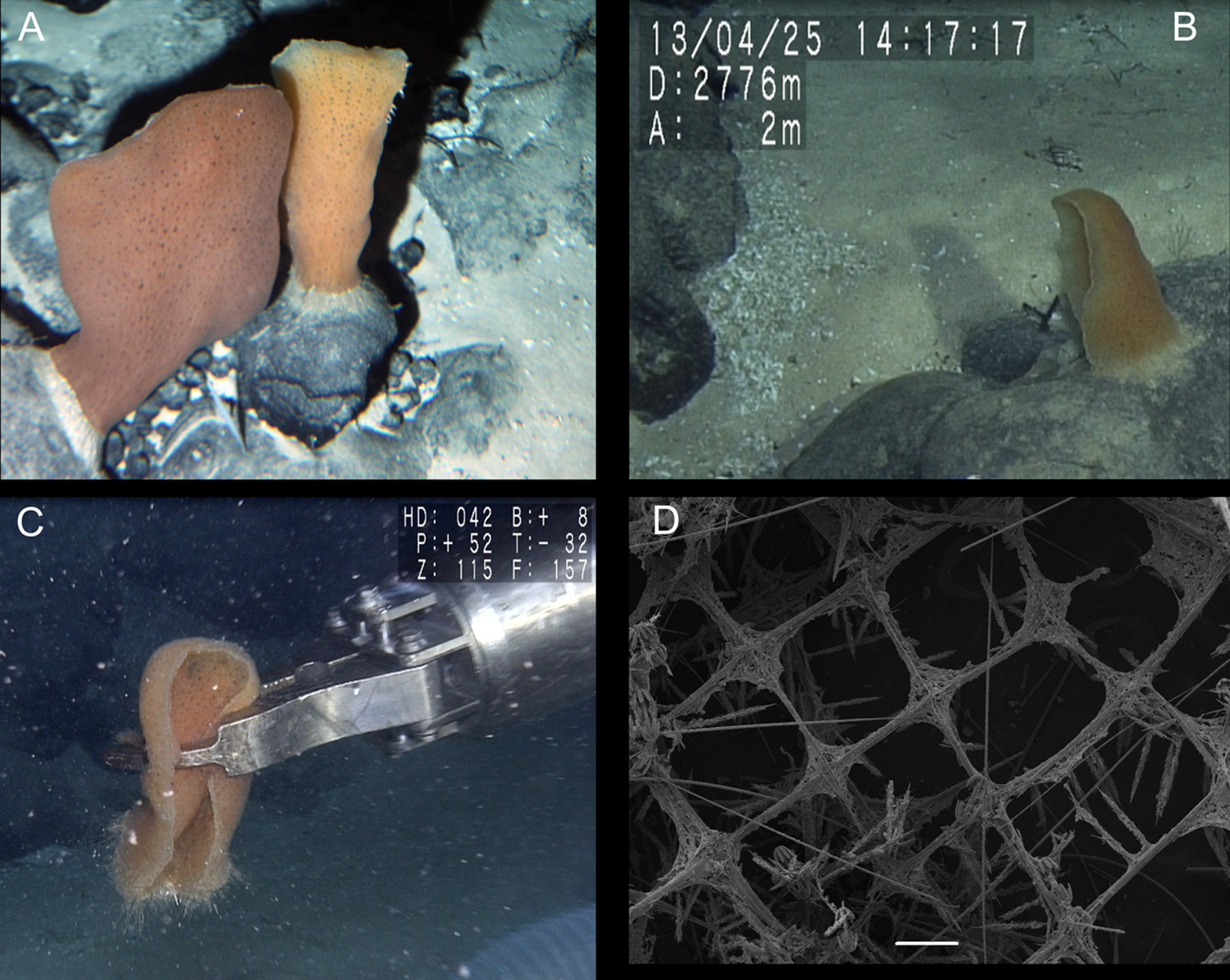
Poliopogon amadou, une Amphidiscosida.
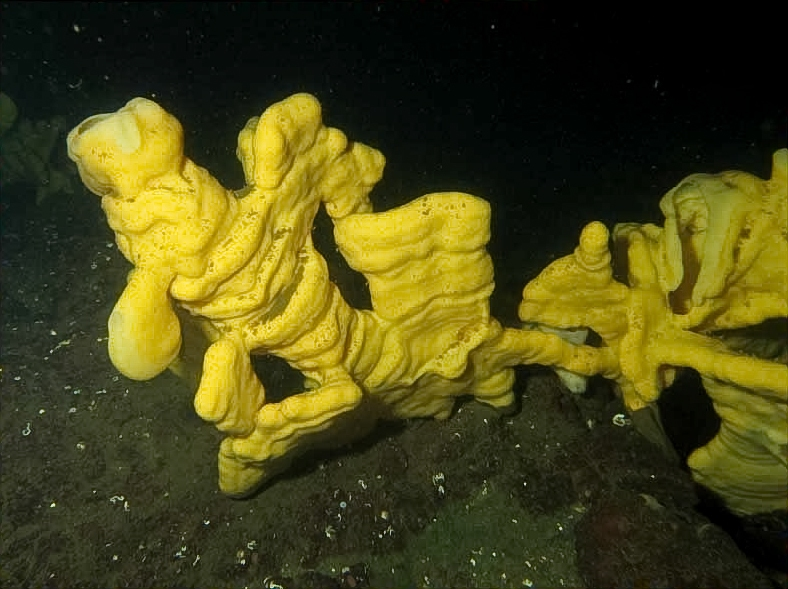
Aphrocallistes vastus, une Hexactinosida.
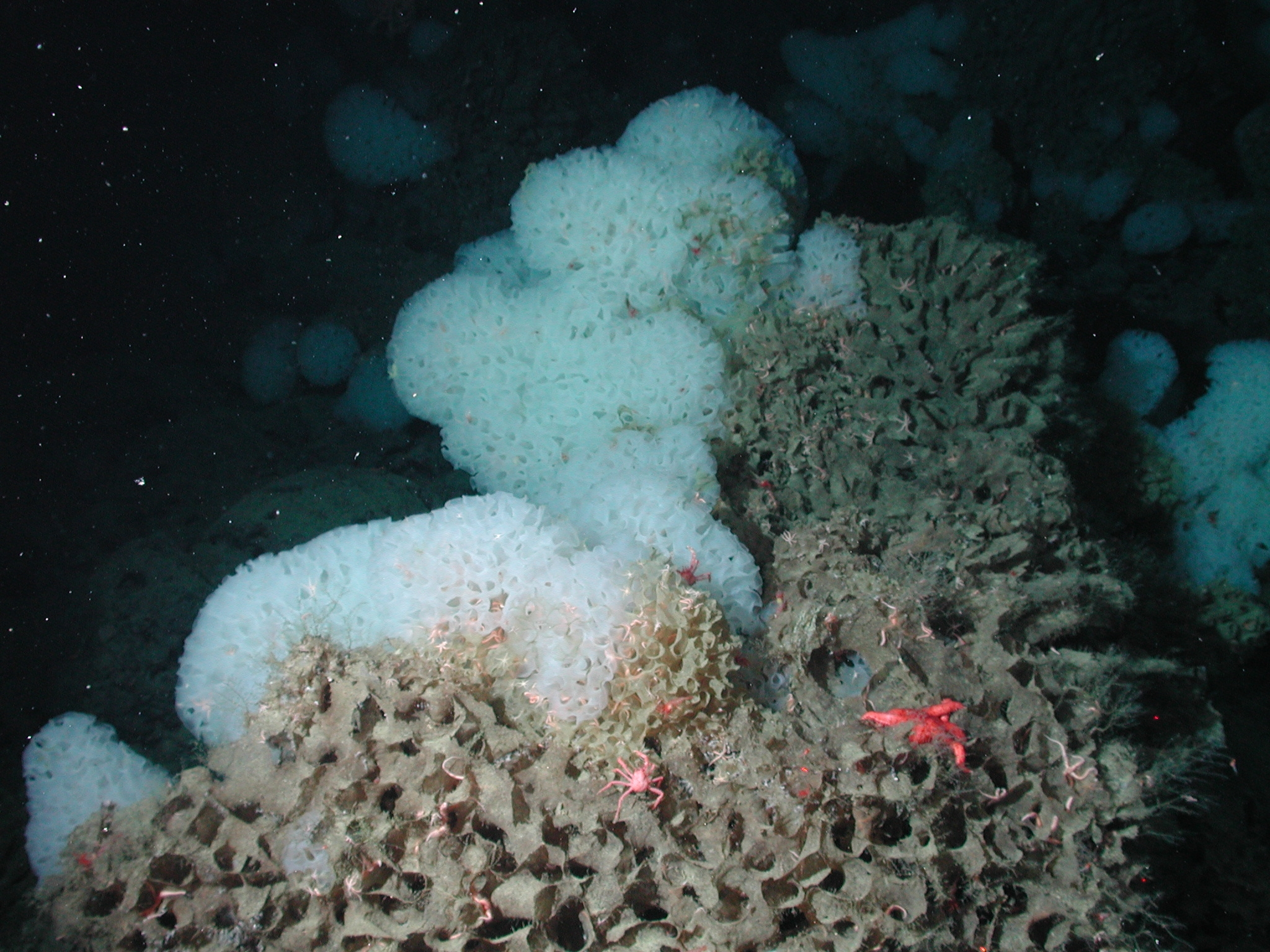
Farrea sp., une Hexactinosida.
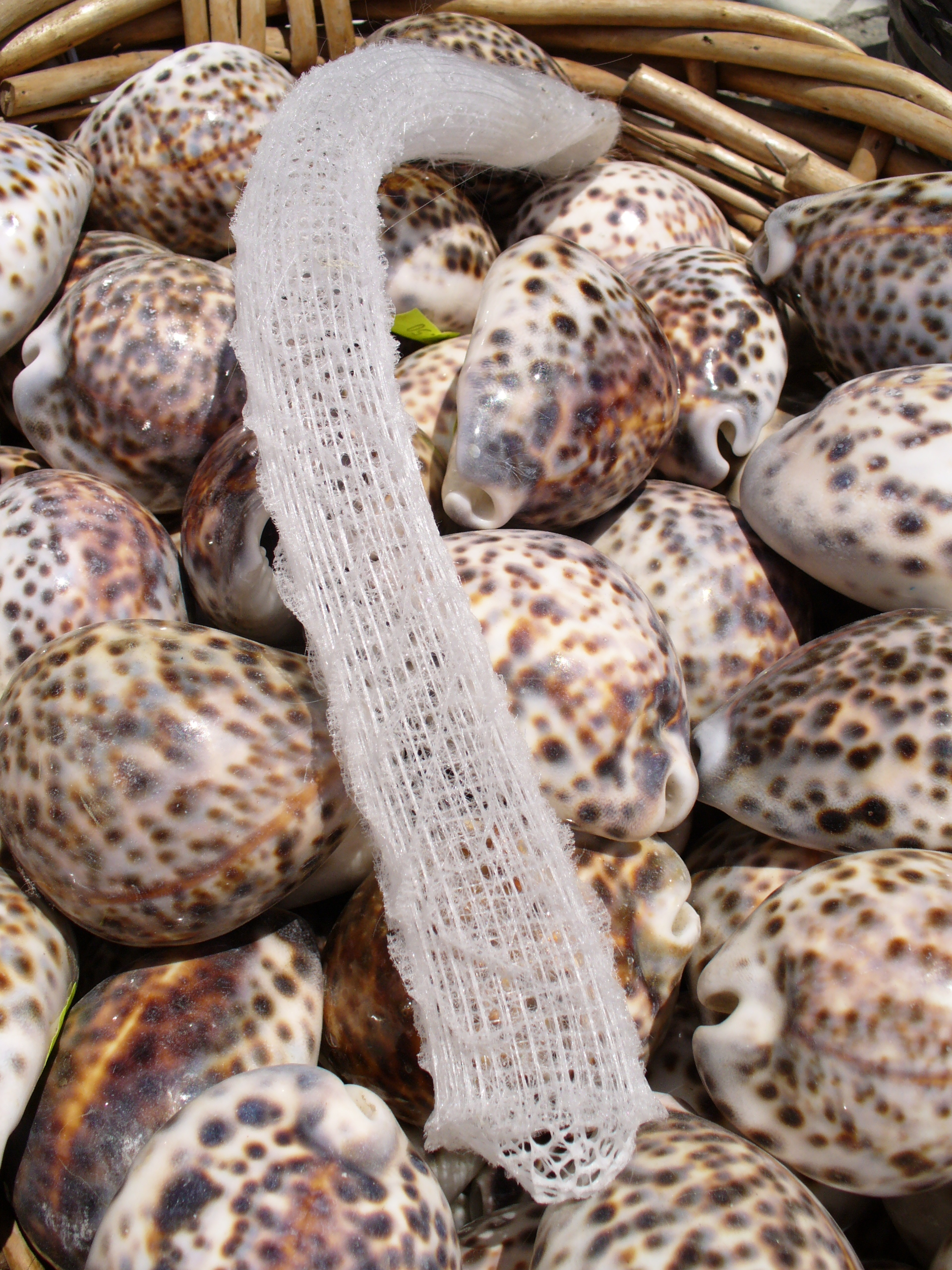
Euplectella aspergillum, une Lyssacinosida.
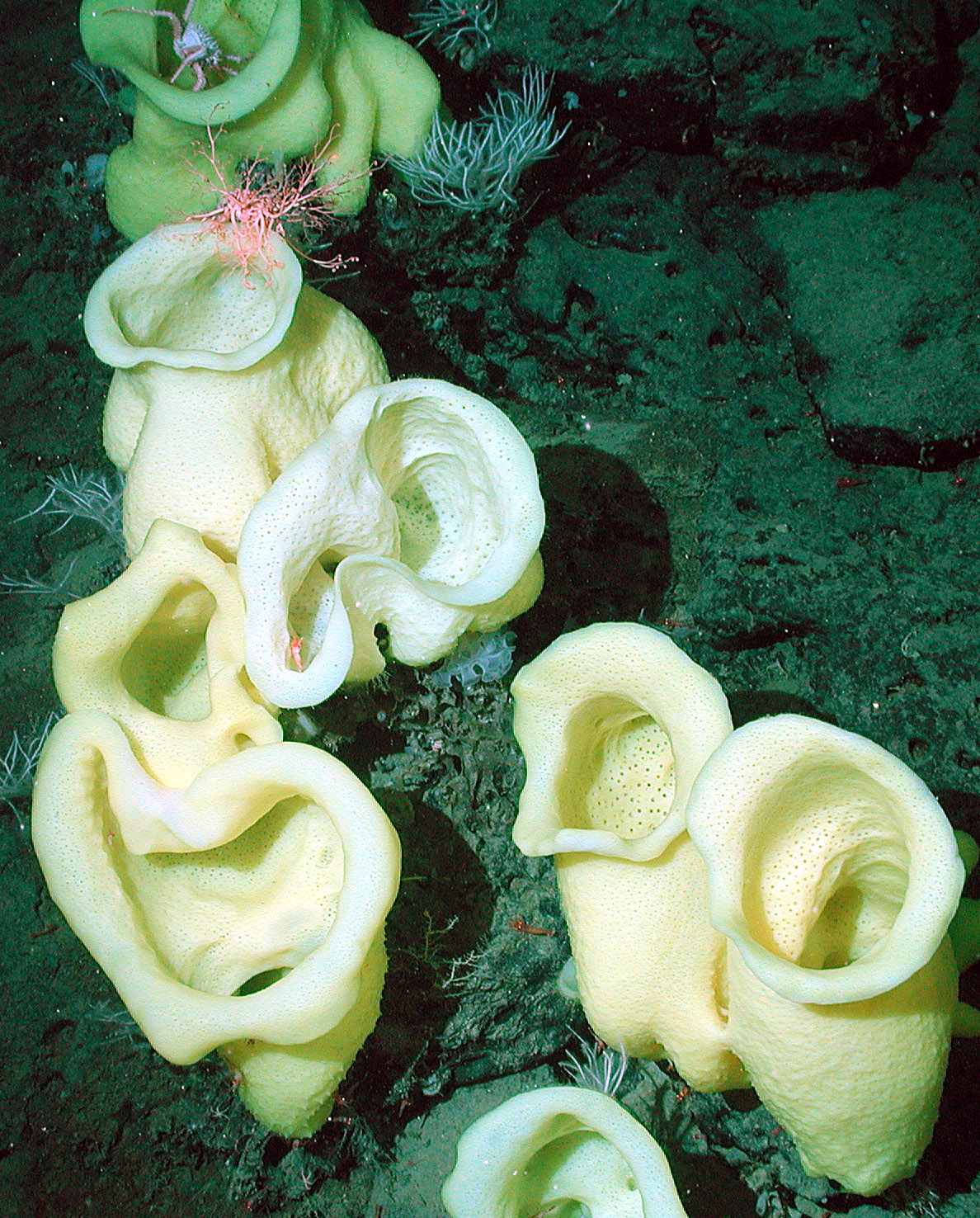
Staurocalyptus sp., une Lyssacinosida.

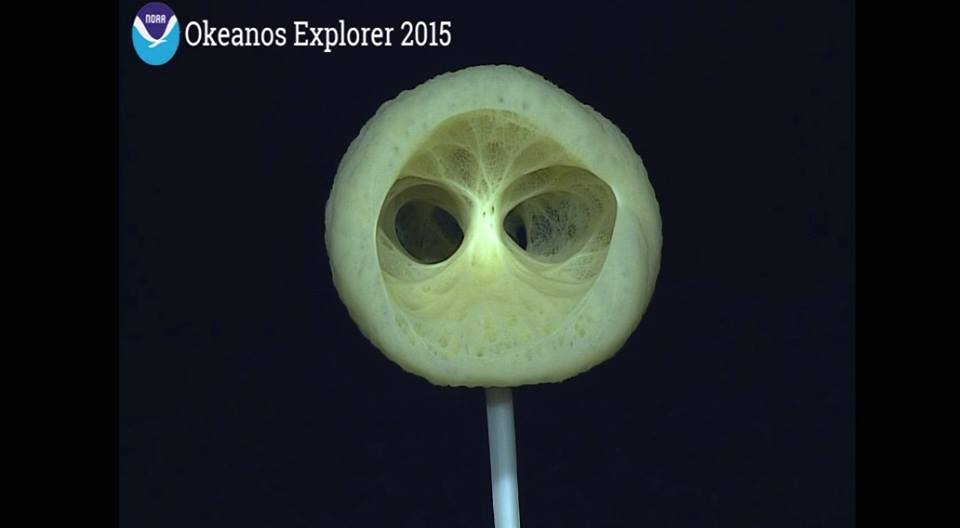
Advhena magnifica (Lyssacinosida), une éponge abyssale à tige pouvant mesurer plusieurs mètres de haut.